# Schistolais
Schistolais es un género de aves paseriformes perteneciente a la familia Cisticolidae.

## Especies
El género contiene dos especies:
- Schistolais leucopogon - prinia gorgiblanca;
- Schistolais leontica - prinia de Sierra Leona.